# 藤本達夫
藤本 達夫（ふじもと たつお、1940年3月29日 - ）は、兵庫県赤穂市坂越の出身の元競泳選手。1960年ローマオリンピック競泳男子4×200mフリーリレー銀メダリスト。姫路工業大学附属高等学校（現・兵庫県立姫路工業高等学校）工芸科を経て、中央大学を1962年に卒業。1964年東京オリンピック競泳男子4×100m自由形リレーでは4位となった。